# CWHL 2009/10
Die Saison 2009/10 war die dritte Spielzeit der Canadian Women’s Hockey League (CWHL), der höchsten kanadischen Spielklasse im Fraueneishockey in den Provinzen Ontario und Québec. Die Stars de Montréal gewannen die Regular Season der CWHL und qualifizierten sich damit für das Finalturnier – mit zwei weiteren CWHL- und einem WWHL-Teilnehmer – um den Clarkson Cup.
Aufgrund der Austragung der Olympischen Winterspiele 2010 im kanadischen Vancouver fand ein Großteil der Saison ohne die heimischen Topspielerinnen der Vorjahre statt, da sich diese mit dem kanadischen Eishockeyverband Hockey Canada außerhalb des Spielbetriebs in einem gesonderten Vorbereitungsprogramm auf das olympische Eishockeyturnier befanden.

## Teilnehmer
An der dritten Austragung der CWHL nahmen dieselben sechs Mannschaften aus den Provinzen Ontario und Québec teil wie in der Vorsaison.
| Team                        | Standort             | Gründung | Spielstätte               |
| --------------------------- | -------------------- | -------- | ------------------------- |
| Brampton Canadettes-Thunder | Brampton, Ontario    | 1998     | Century Gardens Arena     |
| Burlington Barracudas       | Burlington, Ontario  | 2007     | Appleby Arena             |
| Mississauga Chiefs          | Mississauga, Ontario | 1998     | IceLand Mississauga       |
| Stars de Montréal           | Montréal, Québec     | 2007     | Centre Étienne Desmarteau |
| Ottawa Lady Senators        | Ottawa, Ontario      | 1998     | Bell Sensplex             |
| Vaughan Flames              | Vaughan, Ontario     | 1999     | Vaughan Sports Village    |

## Reguläre Saison
Die reguläre Saison begann am 3. Oktober 2009 und endete am 14. März 2010. Die beiden punktbesten Mannschaften qualifizierten sich direkt für das Finalturnier um den Clarkson Cup, die vier weiteren nahmen an den Play-offs teil, um einen weiteren Teilnehmer am Finalturnier auszuspielen.

### Tabelle
| Pl. | Mannschaft                  | Sp | S  | OTN | SON | N  | Tore    | Punkte |
| --- | --------------------------- | -- | -- | --- | --- | -- | ------- | ------ |
| 1.  | Stars de Montréal           | 30 | 23 | 0   | 2   | 5  | 122:070 | 48     |
| 2.  | Mississauga Chiefs          | 30 | 22 | 0   | 1   | 7  | 094:057 | 45     |
| 3.  | Burlington Barracudas       | 30 | 19 | 0   | 3   | 8  | 094:080 | 41     |
| 4.  | Brampton Canadettes-Thunder | 30 | 12 | 2   | 1   | 15 | 080:082 | 27     |
| 5.  | Vaughan Flames              | 30 | 9  | 0   | 1   | 20 | 078:115 | 19     |
| 6.  | Ottawa Lady Senators        | 30 | 5  | 1   | 1   | 23 | 061:125 | 12     |

Abkürzungen: Pl. = Platz, Sp = Spiele, S = Siege, OTN = Niederlagen nach Verlängerung (Overtime), SON = Niederlagen nach Penaltyschießen (Shootout), N = Niederlagen

Erläuterungen: Direkt für das Finalturnier qualifiziert

### Beste Scorerinnen
Quelle: hockeymedia.ca; Abkürzungen: Sp = Spiele, T = Tore, V = Assists, Pkt = Punkte, SM = Strafminuten; Fett: Saisonbestwert
| Spieler        | Mannschaft  | Sp | T  | V  | Pkt | SM |
| -------------- | ----------- | -- | -- | -- | --- | -- |
| Sabrina Harbec | Montréal    | 29 | 15 | 40 | 55  | 34 |
| Lindsay Vine   | Burlington  | 30 | 18 | 26 | 44  | 28 |
| Noémie Marin   | Montréal    | 28 | 25 | 18 | 43  | 16 |
| Lori Dupuis    | Brampton    | 27 | 14 | 24 | 38  | 44 |
| Annie Guay     | Montréal    | 26 | 8  | 30 | 38  | 26 |
| Jana Harrigan  | Burlington  | 22 | 16 | 21 | 37  | 26 |
| Sommer West    | Mississauga | 29 | 11 | 24 | 35  | 68 |
| Kelly Hart     | Burlington  | 30 | 10 | 24 | 34  | 20 |

## Play-offs
In den Play-offs wurde ein verbleibender Platz für das Finalturnier um den Clarkson Cup ausgespielt.

### Halbfinale
| 20. März 2010 15:30 Uhr | Brampton Canadettes-Thunder L. Dupuis (2) N. Tritter E. Desmier | 4:1 | Vaughan Flames | Cassie Campbell Arena, Brampton Zuschauer: k. A. |

| 20. März 2010 19:30 Uhr | Burlington Barracudas | 4:3 n. V. | Ottawa Lady Senators | Central Arena, Burlington Zuschauer: k. A. |

### Finale
| 21. März 2010 13:30 Uhr | Burlington Barracudas | 1:2 | Brampton Canadettes-Thunder E. Desmier B. Beazer (59:09) | Mississauga Valley Arena, Mississauga Zuschauer: k. A. |

Damit qualifizierten sich die Brampton Canadettes-Thunder für das Finalturnier.

## Auszeichnungen

### Spielertrophäen
- Most Valuable Player: Sabrina Harbec, Montréal
- Angela James Bowl (Topscorerin): Sabrina Harbec, Montréal
- Outstanding Rookie: Danielle Blanchard, Vaughan
- Beste Stürmerin: Sabrina Harbec, Montréal
- Beste Verteidigerin: Annie Guay, Montréal
- Beste Torhüterin: Laura Hosier, Brampton

### All-Star-Teams
| First All-Star Team |                                             |
| Angriff:            | Sabrina Harbec – Lindsay Vine – Sommer West |
| Verteidigung:       | Annie Guay – Michelle Bonello               |
| Tor:                | Laura Hosier                                |

| Second All-Star Team |                                            |
| Angriff:             | Jana Harrigan – Lori Dupuis – Noémie Marin |
| Verteidigung:        | Bobbi-Jo Slusar – Shannon Moulson          |
| Tor:                 | Sami Jo Small                              |

| All-Rookie Team |                                                      |
| Angriff:        | Danielle Blanchard – Donna Ringrose – Nicole Tritter |
| Verteidigung:   | Ashley Johnston – Sharon Kelly                       |
| Tor:            | Allison Cubberley                                    |